# Jack Ward (cyclisme)
Pour les articles homonymes, voir Ward.
Jack Ward (né le 2 mai 2005 à Ferntree Gully, un quartier de Melbourne) est un coureur cycliste australien. Il participe à des compétitions sur route et en VTT. 

## Biographie
Jack Ward pratique le cyclisme depuis son plus jeune âge. Il se spécialise d'abord dans le VTT, où il obtient ses premiers résultats notables. Chez les juniors, il devient champion d'Océanie et champion d'Australie de cross-country. Il représente par ailleurs son pays aux championnats du monde en 2022 et 2023.
Pour la saison 2024, il intègre l'équipe continentale BridgeLane, qui évolue sous licence australienne. Décrit comme un bon grimpeur, il se classe second du Tour de Bright, tout en ayant remporté deux étapes. La même année, il monte sur le podium du Tour de Brisbane, inscrit au calendrier du National Road Series. Il termine également neuvième et troisième meilleur coureur espoir du championnat d'Océanie en ligne, ou encore dix-neuvième de la Ronde de l'Isard. Dans le même temps, il continue de participer à des courses de VTT. Il termine ainsi deuxième du championnat d'Australie de cross-country chez les élites et troisième du championnats d'Océanie espoir. 
En 2025, il s'impose dans le cross-country short track aux championnats d'Australie de VTT. Sur route, il se distingue sur le circuit australien en obtenant plusieurs victoires et diverses places d'honneur. Il remporte notamment une étape ainsi que le classement général du Tour de Tasmanie. Grâce à ses performances, il décroche un contrat de stagiaire avec la formation WorldTour Jayco AlUla. 

## Palmarès en VTT

### Championnats d'Océanie
- 2022
  -  Champion d'Océanie de cross-country juniors
- 2024
  -  Médaillé de bronze du cross-country espoirs

### Championnats nationaux
- 2022
  - 2e du championnat d'Australie de cross-country juniors
- 2023
  -  Champion d'Australie de cross-country juniors
- 2024
  - 2e du championnat d'Australie de cross-country
- 2025
  -  Champion d'Australie de cross-country short track
  - 2e du championnat d'Australie de cross-country

## Palmarès sur route

### Par année
- 2024
  - 1re et 3e étapes du Tour de Bright
  - 2e du Tour de Bright
  -  Médaillé de bronze du championnat d'Océanie sur route espoirs
  - 3e du Tour de Brisbane
- 2025
  - Tour de Tasmanie :
    - Classement général
    - 4e étape

  - 4e étape du Q Tour
  - 2e du Q Tour
  - 3e de SA Kick It

### Classements mondiaux
| Année            | 2024 |
| ---------------- | ---- |
| UCI Oceania Tour | 46e  |